# Jonathan Scott (Zoologe)

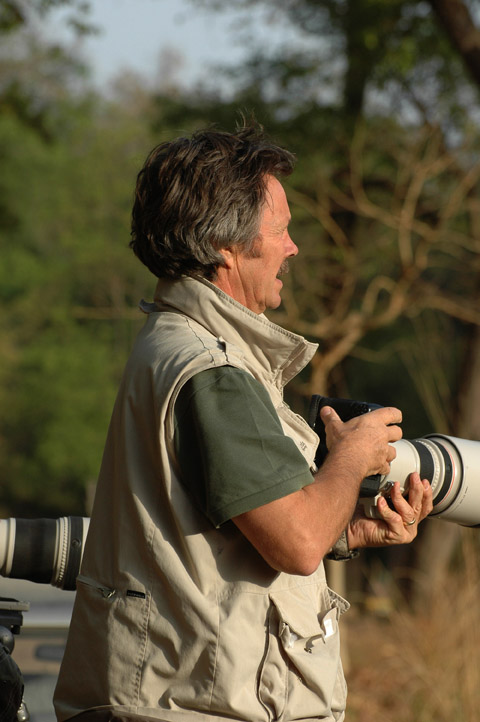
Jonathan Scott, 2009

Jonathan Scott (* 1949 in London) ist ein britischer Zoologe und Naturfotograf, spezialisiert auf die afrikanische Tierwelt.

## Karriere
Er verbrachte den Großteil seines Lebens in der Masai Mara im Südwesten Kenias und dem Serengeti National Park im Norden Tansanias. Scotts arbeiten bezogen sich vor allem auf die Erforschung der Lebensweise von Großkatzen. Er arbeitete eng mit Wild Things (Paramount Productions) und dem David Sheldrick Wildlife zusammen. In Kooperation mit letzterem entstand die Serie Elephant Diaries (Tagebuch der Elefanten). In der Masai Mara lebte er mit den Massai zusammen und lernte so deren Bräuche und Rituale kennen. Er erzählte Episoden von Im Reich der wilden Tiere und ist Co-Moderator der BBC-Sendung Big Cat Diary. Dort verfolgt und dokumentiert er das Leben von mehreren großen Raubkatzen. Unterstützung erhält er von Simon King und Saba Douglas-Hamilton. Er verfasste Schrift und Bild zu dem Buch „The Leopard 's Tale“.
Er wurde Wildlife Photographer of the Year 1987 und erhielt die Cherry Kearton Medal der Royal Geographical Society 1994. 1996 wurde er mit dem African Travel und dem Tourism Association Award ausgezeichnet. Seine Frau Angie wurde 2002 Wildlife Photographer of the Year.
Er und Angie haben einen Sohn und eine Tochter. Im Jahr 2011 traten er und seine Frau dem SanDisk Extreme Team bei.